# Óxido de rutenio(III)
El óxido de rutenio(III) es un compuesto inorgánico, es un óxido metálico de rutenio cuya fórmula es Ru2O3, que forma cristales negros.

## Obtención
- Se obtiene a través de una cuidadosa deshidratación del hidróxido de rutenio(III) :

{\displaystyle {\mathsf {2Ru(OH)_{3}\ {\xrightarrow {}}\ Ru_{2}O_{3}+3H_{2}O}}}

## Propiedades físicas
El óxido de rutenio(III) forma cristales negros. No se disuelve en agua.

## Propiedades químicas
- Se descompone al calentarlo:

{\displaystyle {\mathsf {2Ru_{2}O_{3}\ {\xrightarrow {T}}\ 3RuO_{2}+Ru}}}